# Casal dos Bernardos
Casal dos Bernardos è una ex freguesia del Portogallo nel comune portoghese di Ourém. Ha una superficie di 23,97 km² e 921 abitanti (nel 2011). Fu creata il 18 aprile 1964, nel territorio che prima corrispondeva alla freguesia Freixianda.
Casal dos Bernardos è la freguesia più a Nord dell'intero comune di Ourém. È divisa in 14 quartieri. Caratteristica della cittadina la sua parrocchia, importante centro religioso del comune.

## Toponimo
Il nome di questa freguesia deriva da San Bernardo e rivela l'antica presenza in loco di un'abbazia dei monaci cistercensi.